# Jekatierina Jurjewa
Jekatierina Walerjewna Jurjewa (ros. Екатерина Валерьевна Юрьева, ur. 11 czerwca 1983 r. w Czajkowskim) – rosyjska biathlonistka, trzykrotna medalistka mistrzostw świata.

## Kariera
Pierwszy sukces w karierze osiągnęła w 2004 roku, kiedy na mistrzostwach świata juniorów w Haute Maurienne razem z koleżankami z reprezentacji zdobyła srebrny medal w sztafecie. W zawodach Pucharu Świata zadebiutowała 20 stycznia 2007 roku w Anterselvie, zajmując 43. miejsce w biegu indywidualnym. Pierwsze punkty zdobyła 19 lutego 2007 roku w Pokljuce, gdzie zajęła 18. miejsce w biegu pościgowym. Na podium zawodów pucharowych pierwszy raz stanęła 2 marca 2007 roku w Lahti, kończąc rywalizację w sprincie na trzeciej pozycji. W zawodach tych wyprzedziły ją jedynie dwie Niemki: Martina Glagow i Kati Wilhelm. W kolejnych startach jeszcze osiem razy stawała na podium, odnosząc przy tym dwa zwycięstwa: 13 grudnia 2007 roku w Pokljuce i 14 lutego 2008 roku w Östersund wygrywała biegi indywidualne. Najlepsze wyniki osiągnęła w sezonie 2007/2008, kiedy zajęła szóste miejsce w klasyfikacji generalnej i trzecie w klasyfikacji biegu indywidualnego. Jej średnia strzelecka w sezonie 2007/2008 wynosiła 87,9%. Ponadto w sezonie 2006/2007 zajęła trzecie miejsce w klasyfikacji biegu masowego.
W 2007 roku wystartowała na mistrzostwach świata w Anterselvie, zajmując siódme miejsce w biegu indywidualnym i sztafecie oraz piąte w biegu masowym. Brała też udział w mistrzostwach świata w Östersund rok później, gdzie zdobyła trzy medale. Najpierw zdobyła srebrny medal w biegu pościgowym, rozdzielając Niemkę Andreę Henkel i swą rodaczkę - Albinę Achatową. Cztery dni później zwyciężyła w biegu indywidualnym, wyprzedzając Martinę Glagow i Oksanę Chwostenko z Ukrainy. Ponadto wywalczyła tam brązowy medal w biegu masowym, plasując się za Niemką Magdaleną Neuner i Torą Berger z Norwegii.
Jest także złotą medalistką Uniwersjady 2005. Nigdy nie wystąpiła na igrzyskach olimpijskich.
Oprócz biathlonu trenowała także kajakarstwo oraz lekką atletykę.

## Doping
W listopadzie 2009 roku Jurjewa została zdyskwalifikowana na 2 lata, po tym jak w próbce jej krwi, pobranej podczas zawodów w Östersund w grudniu 2008 roku wykryto EPO. Pozbawiło ją to prawa startu na mistrzostwach świata w Pjongczang (2009), igrzyskach olimpijskich w Vancouver (2010), a także, zgodnie z przepisami Międzynarodowego Komitetu Olimpijskiego, na igrzyskach olimpijskich w Soczi (2014).
W lutym 2014 r., w swoim blogu Jurjewa ogłosił swoją emeryturę. W dniu 14 lipca 2014 została oficjalnie zdyskwalifikowana na osiem lat i wszystkie jej wyniki po 23 grudnia 2013, zostały unieważnione.

## Osiągnięcia

### Mistrzostwa świata
| Rok  | Miejscowość | Konkurencje | Konkurencje | Konkurencje | Konkurencje | Konkurencje | Konkurencje | Konkurencje |
| Rok  | Miejscowość | IN          | SP          | PU          | MS          | RL          | MR          | SR          |
| ---- | ----------- | ----------- | ----------- | ----------- | ----------- | ----------- | ----------- | ----------- |
| 2007 | Anterselva  | 7.          | –           | –           | 5.          | 7.          | –           | –           |
| 2008 | Östersund   | 1.          | 9.          | 2.          | 3.          | 4.          | –           | –           |

### Mistrzostwa świata juniorów
| Rok  | Miejscowość     | Konkurencje | Konkurencje | Konkurencje | Konkurencje | Konkurencje | Konkurencje | Konkurencje |
| Rok  | Miejscowość     | IN          | SP          | PU          | MS          | RL          | MR          | SR          |
| ---- | --------------- | ----------- | ----------- | ----------- | ----------- | ----------- | ----------- | ----------- |
| 2003 | Kościelisko     | 5.          | 28.         | 14.         | nd.         | –           | nd.         | –           |
| 2004 | Haute Maurienne | –           | 13.         | 12.         | nd.         | 2.          | nd.         | –           |

### Puchar Świata

#### Miejsca w klasyfikacji generalnej
| Sezon     | Miejsce |
| --------- | ------- |
| 2004/2005 | 68.     |
| 2006/2007 | 13.     |
| 2007/2008 | 6.      |
| 2008/2009 | DSQ     |
| 2010/2011 | 71.     |
| 2012/2013 | 59.     |
| 2013/2014 | -       |

#### Miejsca na podium chronologicznie
| Lp. | Dzień      | Rok  | Miejscowość  | Konkurencja                | Lokata | Pudła   | Czas biegu | Strata | Zwycięzca        |
| --- | ---------- | ---- | ------------ | -------------------------- | ------ | ------- | ---------- | ------ | ---------------- |
| 1.  | 2 marca    | 2007 | Lahti        | Sprint na 7,5 km           | 3.     | 0+0     | 21:42,2    | +5,9   | Martina Glagow   |
| 2.  | 8 marca    | 2007 | Holmenkollen | Sprint na 7,5 km           | 2.     | 0+0     | 22:12,7    | +24,8  | Andrea Henkel    |
| 3.  | 11 marca   | 2007 | Holmenkollen | Bieg masowy na 12,5 km     | 3.     | 0+0+0+0 | 35:36,6    | +18,0  | Magdalena Neuner |
| 4.  | 7 grudnia  | 2007 | Hochfilzen   | Sprint na 7,5 km           | 2.     | 0+0     | 22:11,8    | +18,8  | Sandrine Bailly  |
| 5.  | 8 grudnia  | 2007 | Hochfilzen   | Bieg pościgowy na 10 km    | 2.     | 0+1+3+0 | 32:09,1    | +31,4  | Sandrine Bailly  |
| 6.  | 13 grudnia | 2007 | Pokljuka     | Bieg indywidualny na 15 km | 1.     | 0+0+0+0 | 43:47,3    | –      | –                |
| 7.  | 10 lutego  | 2008 | Östersund    | Bieg pościgowy na 10 km    | 2.     | 0+0+0+0 | 29:16,5    | +20,5  | Andrea Henkel    |
| 8.  | 14 lutego  | 2008 | Östersund    | Bieg indywidualny na 15 km | 1.     | 0+0+0+0 | 44:23,8    | –      | –                |
| 9.  | 16 lutego  | 2008 | Östersund    | Bieg masowy na 12,5 km     | 3.     | 1+0+1+0 | 40:06,5    | +29,5  | Magdalena Neuner |